# Simothraulopsis
Simothraulopsis is een geslacht van haften (Ephemeroptera) uit de familie Leptophlebiidae.

## Soorten
Het geslacht Simothraulopsis omvat de volgende soorten:
- Simothraulopsis demerara
- Simothraulopsis diamantinensis
- Simothraulopsis janae
- Simothraulopsis plesius
- Simothraulopsis sabalo